# Église Saint-Jean-Baptiste de Bila Tserkva
Pour les articles homonymes, voir Église Saint-Jean-Baptiste.
L'église de la Nativité-de-Saint-Jean-Baptiste est un édifice religieux de Bila Tserkva en Ukraine.
Elle se situe sur la colline Zamgory, ancien habitat, rue Iaroslav le sage, commencée en 1812 elle fut achevée en 1816. Elle est construite en briques et un possède un orgue "Rieger-Kloss".

## Galerie d'images

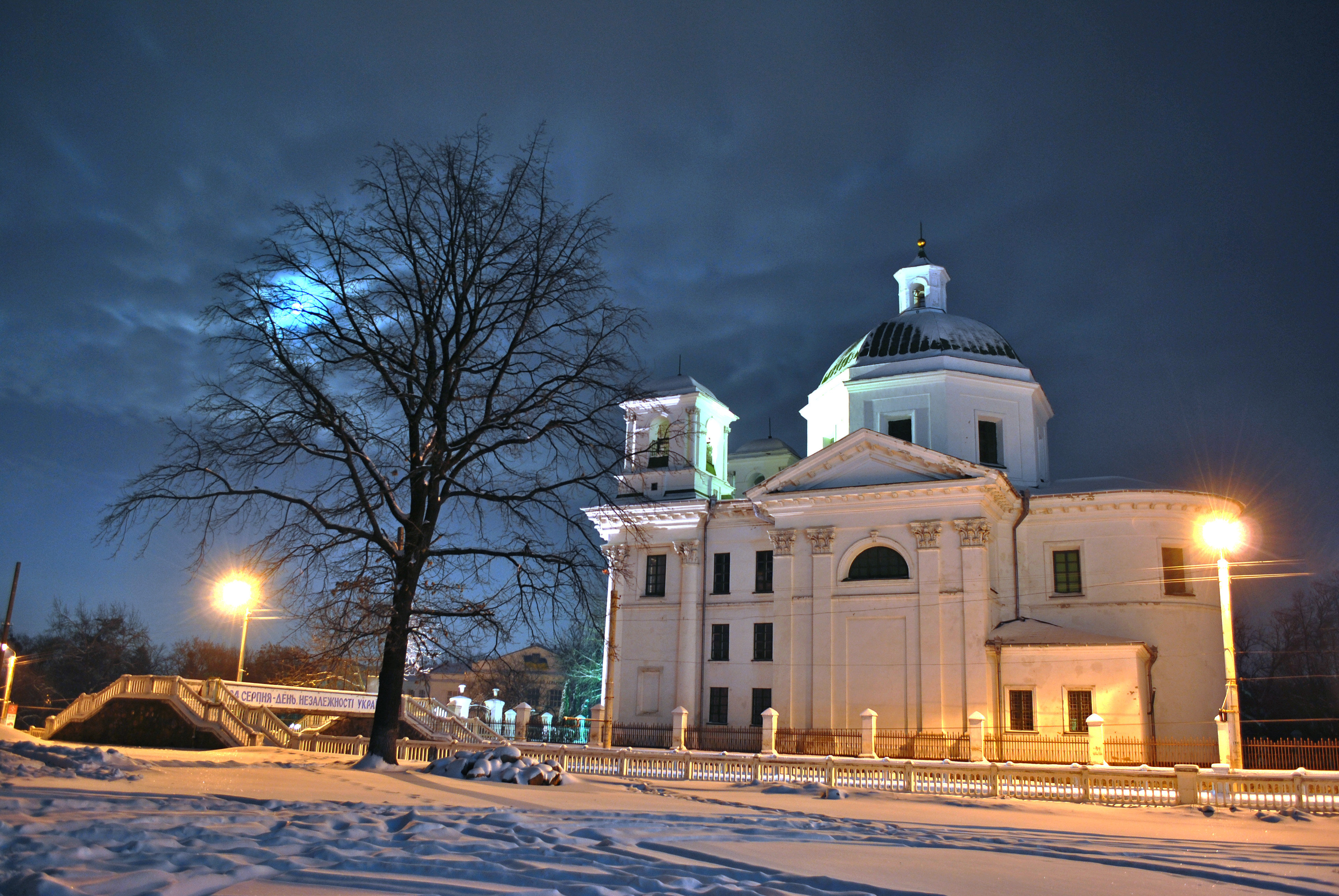
Nuitamment,
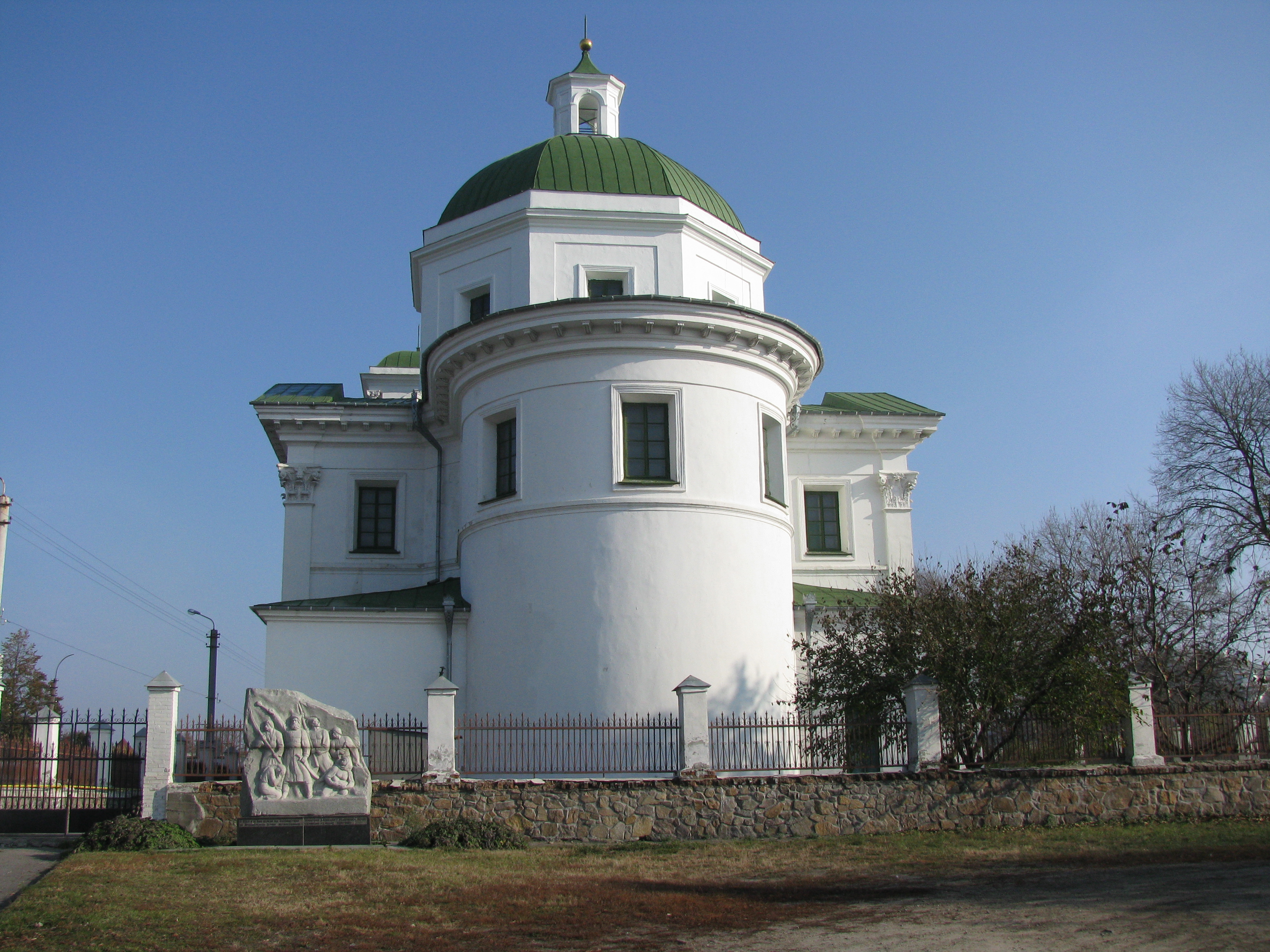
l'abside.
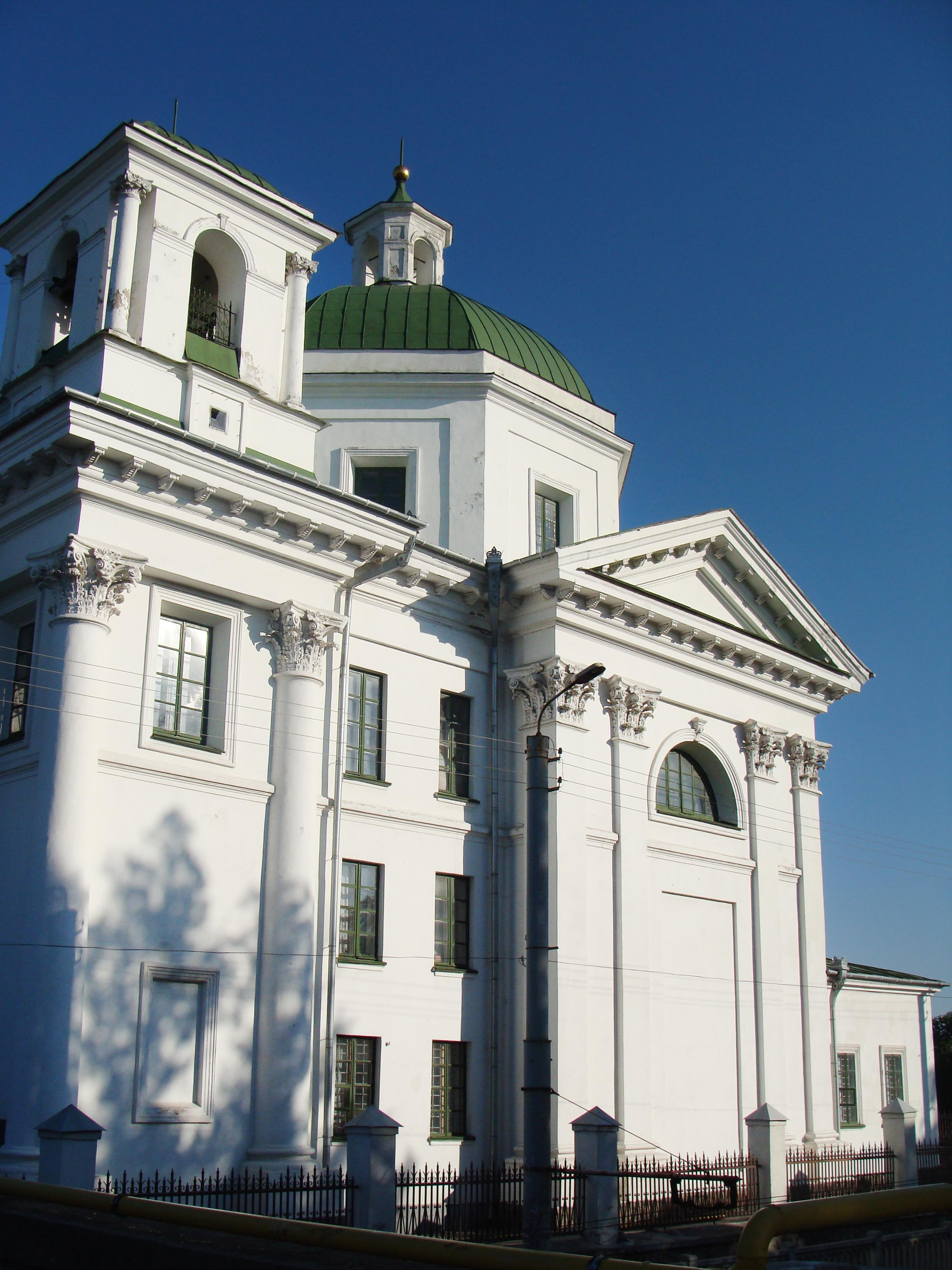
Façade latérale.
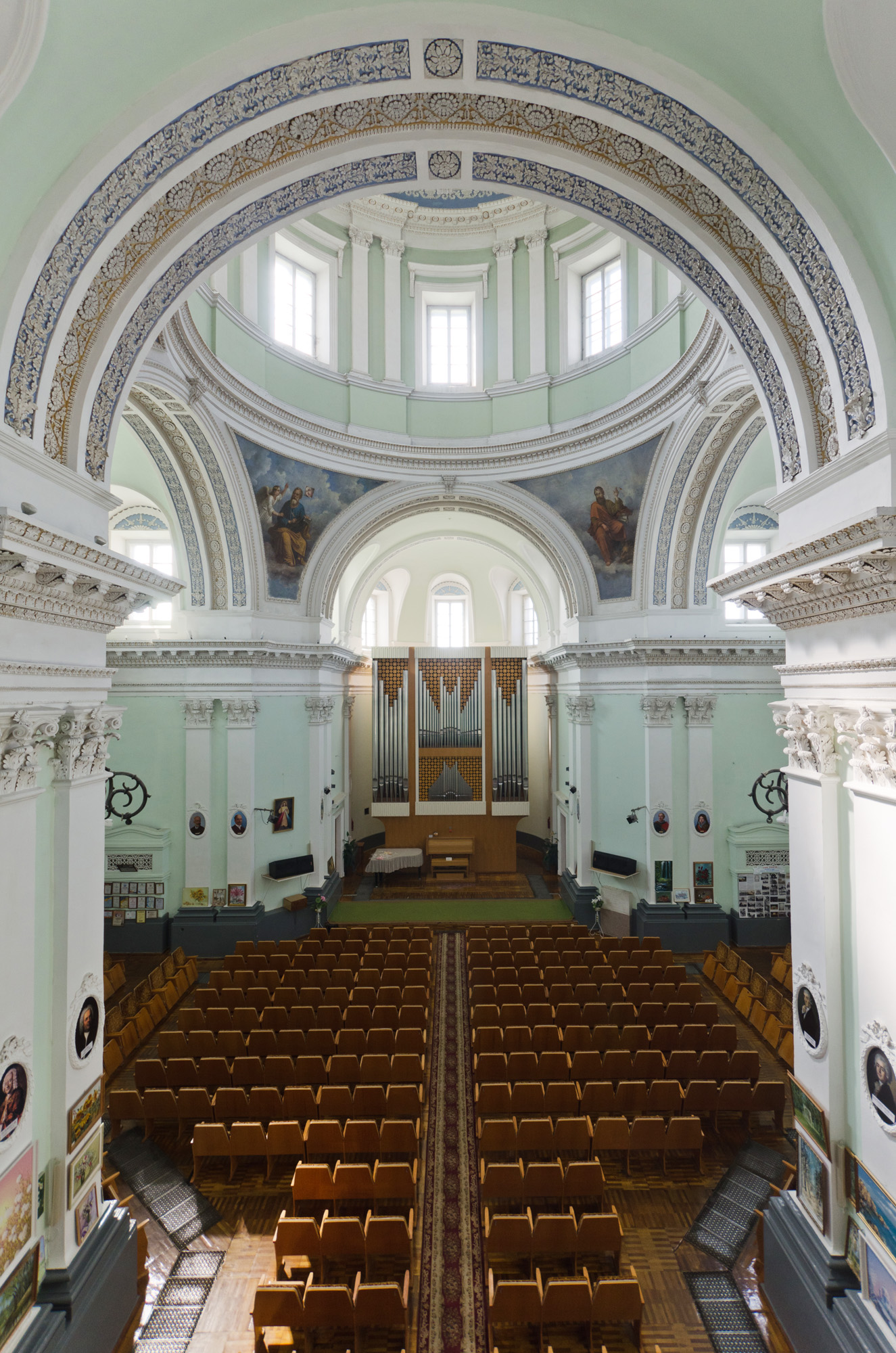
La nef.
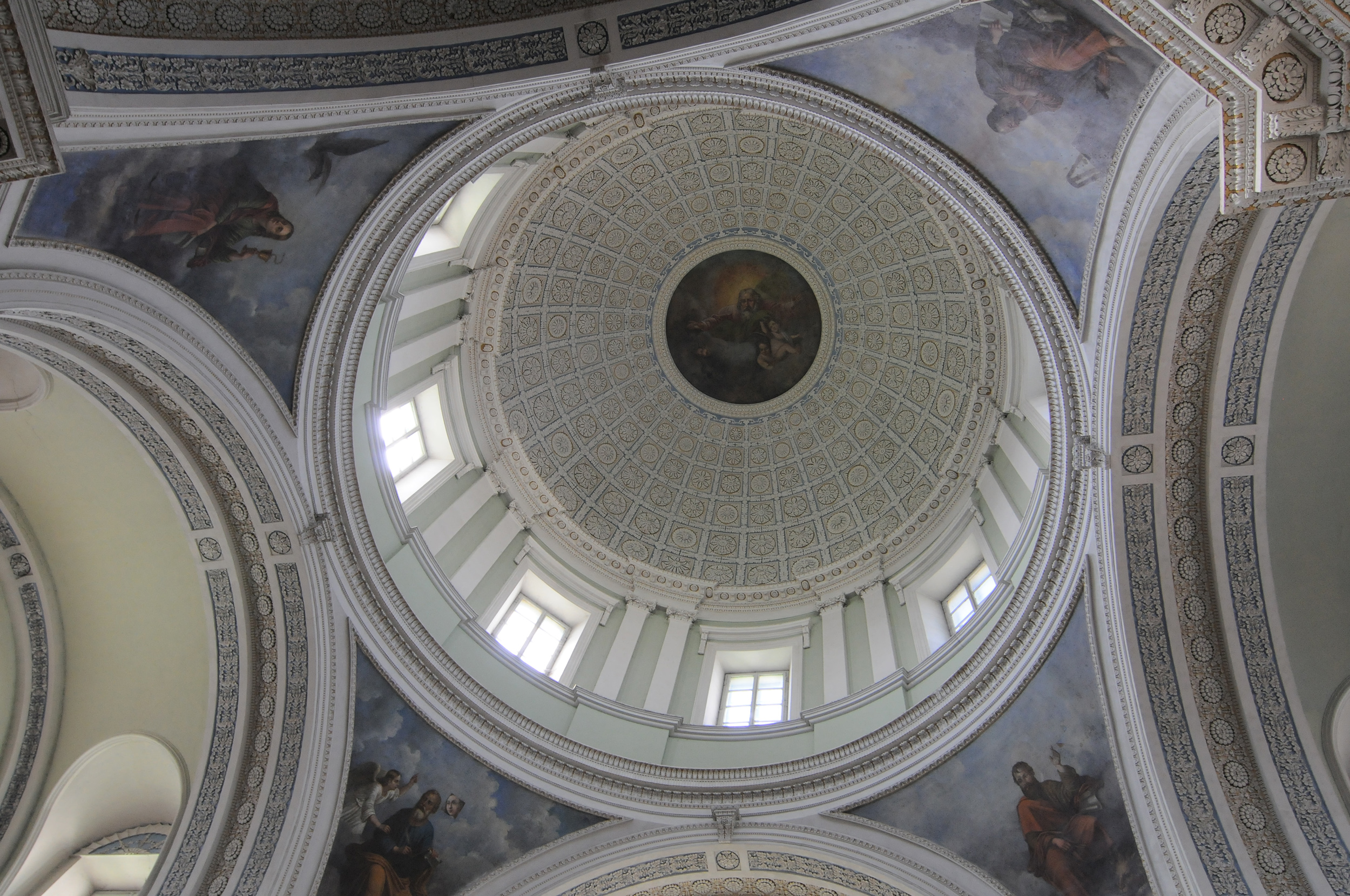
Vue intérieure du dôme.
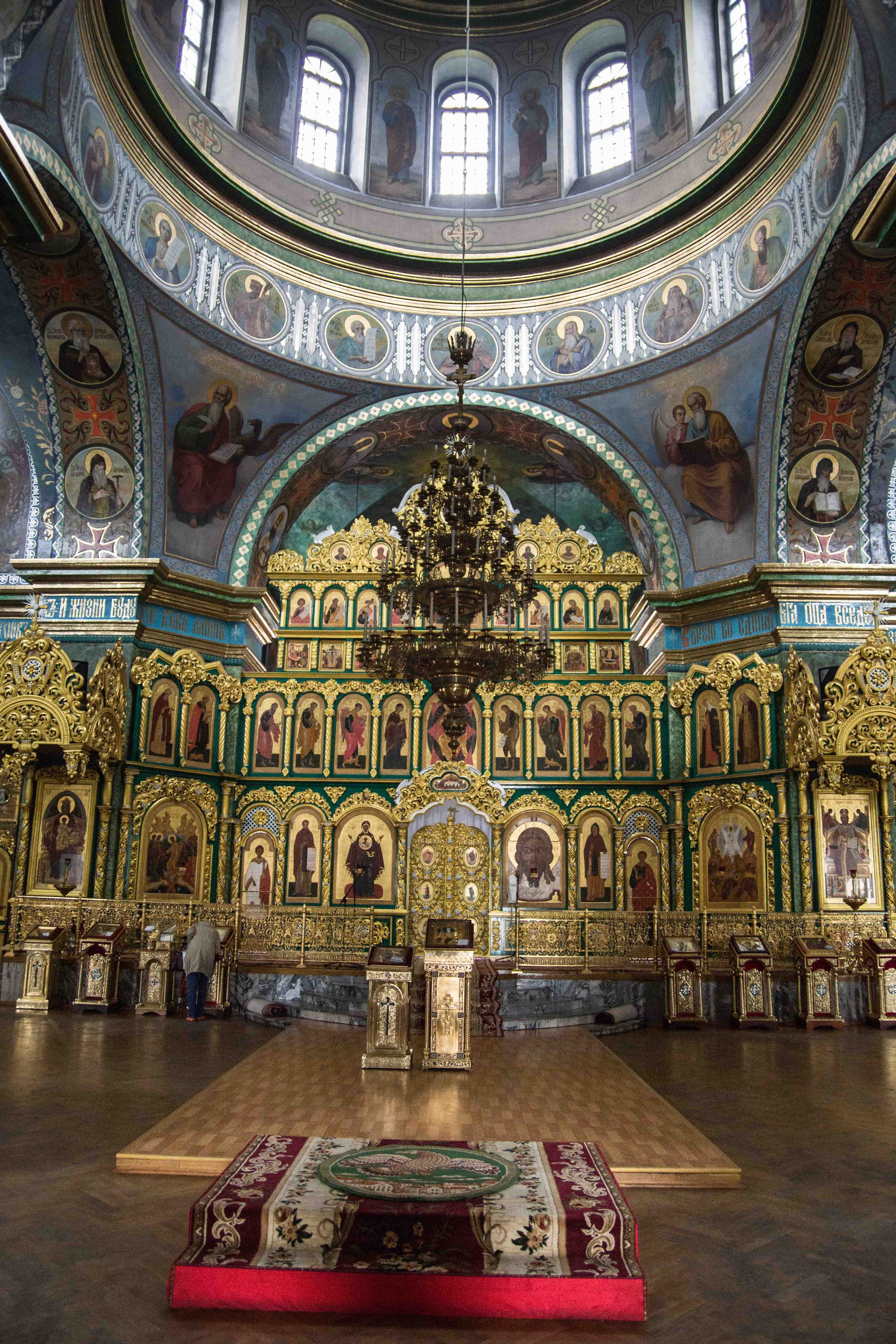
l'iconostase.